# 심희수
심희수(沈喜壽, 1548년 ~ 1622년)는 조선의 문신으로 본관은 청송(靑松)이고 자는 백구(伯懼), 호는 일송(一松) 또는 수뢰루인(水雷累人), 시호는 문정(文貞)이다. 광해군 때 좌의정을 지냈다. 폐모론에 반대하다 물러난 뒤 조정에 나오지 않고 은거하였다. 노수신(盧守愼)의 문인이었으며 청백리(淸白吏)로 녹선되었다. 조선 중기의 명기 일타홍(一朶紅)과의 일화로 유명하다.

## 가계
- 사헌부 장령 · 증 영의정 심순문(沈順門)의 증손이고, 동지돈녕부사 · 증 좌찬성 심봉원(沈봉원)의 손자이며, 승문원 권지정자 · 증 영의정 심건(沈鍵)의 아들이다.
- 심연원, 심달원, 심통원의 종손자이고, 명종 국구 심강, 심전, 심뇌의 당질이며, 명종왕비 인순왕후, 심의겸, 심충겸, 심우승과는 6촌지간이다.
- 유명 코미디언 · 개그맨 · 방송인 · 가수 · 연극배우 · 영화배우 · 영화감독 · 영화제작자 · 기업인 심형래의 12대조이다.

## 생애
1570년(선조 3년) 진사시에 합격하여 성균관에 들어갔다. 이 해에 이황(李滉)이 죽자 성균관을 대표하여 장례에 참여하였다. 1572년 별시 문과에 병과로 급제하여 호당(湖堂, 사가독서), 홍문관수찬, 사간, 장령, 응교, 부응교를 거쳐 임진왜란이 일어나자 당상관에 올라 병조참지가 되었다. 동부승지가 되었을 때, 명나라 제독 이여송을 영접하였다. 우부승지를 거쳐 도승지로 승진했다. 이후 참찬관을 겸하며 도승지를 계속 하다가 형조판서와 대사헌을 거쳐 지중추부사가 되어 명나라 총독 고양겸(顧養謙)의 접반사가 되었다. 공조판서가 되어 명나라 경리 양호(楊鎬)의 접반사가 되었다. 예문관제학을 거쳐 호조판서, 형조판서를 거쳐 특진관이 되고 지중추부사로 있다가 좌찬성이 되었다.
정유재란이 일어나자 예조판서가 되어 다시 명나라 경리 양호(楊鎬)의 접반사가 되었다. 또한, 새로 임명된 명나라 경리 만세덕(萬世德)의 접반사가 되었다. 이조판서를 거쳐 우참찬, 좌참찬을 거쳐 다시 우찬성이 되었다. 그 뒤 예조판서와 대제학을 거쳐 다시 좌찬성에 이르렀고, 이후 지돈녕부사, 대제학을 하다가 우찬성, 이조판서, 대제학, 좌찬성을 거쳐 이조판서와 공조판서를 거쳐 좌찬성으로 다시 임명되었다.
동지경연사를 겸하다 판의금부사와 판중추부사를 거쳐 우의정을 거쳐 좌의정에 이르렀는데, 당시 선조의 생부인 덕흥대원군을 추숭하려 하자 강력하게 반대했다. 1608년(광해군 즉위) 유영경의 옥사 직후 정운원종공신 1등(定運功臣一等)에 책록되었다.
광해군이 즉위하자, 이원익, 이덕형, 이항복 등과 함께 정승으로 다시 임명되었는데, 주로 우의정으로서, 임해군을 처단하는 데 부당함을 주장하였으며, 계축옥사 때 영창대군을 처리하는 데 반대 의견을 냈지만 뜻을 이루지 못하자 낙향했다. 1613년(광해군 5년) 임해군(臨海君)의 역모를 무고하고 옥사를 국문하였던 여러 신하들을 녹훈할 때, 익사공신(翼社功臣) 2등에 강제 책록되었다. 영돈녕부사가 되어 허균과 사은사로 중국에 다녀오지만, 이후 폐모론이 일어나자 반대를 하다가 뜻이 이루어지지 못하자 낙향을 했다. 이후 영중추부사와 판중추부사가 되었다.

## 가계도
- 심순문 (사헌부 장령, 증영의정)
  - 심연원 (영의정, 청천부원군, 종묘배향공신)
    - 심강 (명종의 국구, 청릉부원군, 영돈녕부사, 증영의정)
      - 딸 : 인순왕후
      - 남편 : 제13대 국왕 명종대왕
      - 심의겸 (서인의 영수, 병조판서, 청양군)
      - 심충겸 (병조판서, 청림군, 증좌찬성)

  - 심달원 (승문원 판교, 기묘명현, 증이조판서)
    - 심전 (경기도 관찰사, 증영의정, 청파부원군)
      - 심우승 (호조참판, 경기도 관찰사, 호성공신 2등, 증영의정, 청계부원군)

  - 심봉원 (동지돈녕부사, 증좌찬성)
    - 심건 (승문원 권지정자, 증영의정)
      - 심희수 (대제학, 좌의정)
        - 심창 (심창수의 아들, 온양군수, 증이조판서)
          - 심유훈 (증호조참판)
            - 심박 (포도대장, 삼도수군통제사)
              - 심휘량 (첨지중추부사, 증이조참판)
                - 심경관 (동지중추부사, 코미디언 겸 영화배우, 가수, 영화감독, 영화제작자, 기업인, 방송인, 연극배우 심형래의 7대조)

          - 심유행 (사헌부 집의, 증좌찬성)
            - 심재 (이조판서, 판의금부사)
              - 심최량 (판결사)
              - 심중량 (황해도 관찰사)
              - 심계량 (승지)

          - 심유업 (부호군)

      - 심창수 (군기시 첨정, 증이조참판)
        - 심욱 (병조참판, 동지의금부사, 오위도총부 부총관)
        - 심돈 (사헌부 감찰)
          - 심유홍 (증군자감정)
            - 심석 (승지)

        - 심창 (심희수에 입양됨, 온양군수, 증이조판서)
        - 심훤 (흠곡현감)

  - 심통원 (좌의정)
    - 심뇌 (청홍도 수군절도사, 평안도 병마절도사, 포도대장)

## 같이 보기
| - 인순왕후 - 심의겸 - 심충겸 - 심우승 - 노수신 - 이황 - 심재 - 명종 - 선조 - 광해군 | - 임진왜란 - 정유재란 - 이여송 - 양호 - 만세덕 - 이원익 - 이덕형 - 이항복 - 허균 - 임해군 |